# 가타히라촌
가타히라촌(片平村)은 후쿠시마현 나카도리 중부, 아사카군에 속했던 촌이다. 1965년 5월 1일 고리야마시와 아사카군 모든 정·촌(아사카정·미호타촌·오세촌·가타히라촌·기쿠타촌·히와다정·후쿠야마정·고난촌·아타미정), 다무라군의 다무라정이 합병, 고리야마시가 새롭게 설치되고 폐지되었다.

## 역사
- 1889년 4월 1일 - 정촌제 시행에 의해 가타히라촌이 단독으로 촌제 시행으로 아즈미군 가타히라촌이 성립하였다..
- 1965년 5월 1일 - 고리야마시가 가타히라 촌을 포함한 아즈미군 전정촌, 다무라군 다무라정과 신설 합병을 수행함으로서 고리야마시 일부가 되었다. 이것에 의해 지방 자치체로서의 가타히라촌은 소멸하였다.

## 인구
- 1889년 1,934
- 1920년 2,690
- 1947년 4,400

## 참고문헌
- 日和田町の安積山公園内の安積山と山ノ井清水を指すという説もある
- 角川日本地名大辞典編纂委員会『角川日本地名大辞典 7 福島県』、角川書店、1981年 ISBN 4040010701より
- 日本加除出版株式会社編集部『全国市町村名変遷総覧』、日本加除出版、2006年、ISBN 4817813180より